# Petrus Norman
Petrus Norman, född 3 maj 1885 i Silja, Hälsingtuna socken, död 5 mars 1951 i Forsa socken, var en Hälsingespelman.
Petrus Norman har bland annat skrivit Djupdalsvalsen efter byn Djupdal där han var bosatt. Han var bekant med spelmännen Eric och Jon-Erik Öst.